# Левшин, Владилен Иванович
Владиле́н Ива́нович Левшин (17 августа 1934 — 20 августа 2011) — советский и российский цирковой режиссёр и педагог. Директор и художественный руководитель Ростовского Молодёжного центра циркового искусства; главный режиссёр Ростовского-на-Дону государственного цирка.

## Биография
Владилен Левшин родился 17 августа 1934 года в Армавире в семье военнослужащего.
В 1957 году окончил Ростовский областной техникум физической культуры. Учился в Минском ордена Красного Знамени институте физической культуры. 
В 1963 году окончил Ростовский государственный педагогический институт.
Преподавал в школе, работал тренером по акробатике и спортивной гимнастике, режиссёром-постановщиком цирковых номеров, директором и художественным руководителем Ростовского Молодёжного центра циркового искусства.
Работая в цирке, поставил больше сотни акробатических номеров, 32 из которых были удостоены гран-при на международных цирковых конкурсах и фестивалях.
Умер 20 августа 2011 года.

## Награды и звания
- Заслуженный деятель искусств РФ.
- Академик, действительный член Российской Академии циркового искусства.

## Память

Звезда на Алее звезд
Памятная доска на здании цирка